# European Rugby Challenge Cup 2015-2016
La European Rugby Challenge Cup 2015-16 (in inglese 2015-16 European Rugby Challenge Cup; in francese Challenge européen 2015-16) fu la 2ª edizione della European Rugby Challenge Cup, competizione per club di rugby a 15 organizzata da European Professional Club Rugby come torneo cadetto della Champions Cup, nonché la 20ª assoluta della Challenge Cup.
Si tenne dal 12 novembre 2015 al 14 maggio 2016 tra 20 squadre provenienti da 6 federazioni (Francia, Galles, Inghilterra, Italia, Russia e Scozia).
16 club giunsero alla competizione direttamente dai propri campionati nazionali, 2 a seguito di sconfitta nei play-off promozione alla Champions Cup 2015-16 e ulteriori 2 (compresa quella russa) dal Qualifying Competition organizzata da Rugby Europe e Federazione Italiana Rugby.
La vittoria finale arrise ai francesi del Montpellier, alla loro prima finale, che a Lione batterono gli inglesi dell'Harlequins, già vincitori in precedenza di tre finali, con il punteggio di 26 a 19.
Per il tecnico dei francesi Jake White fu il primo trofeo di club dopo aver guidato nel 2007 il Sudafrica alla vittoria in Coppa del Mondo, mentre per l'irlandese Conor O'Shea fu l'ultima partita europea sulla panchina degli Harlequins prima di assumere la guida tecnica dell'Italia.

## Formula
Le 20 squadre furono determinate nel modo seguente:
- 18 squadre non qualificate alla Champions Cup 2015-16 di cui:
  - le 5 squadre della English Premiership 2014-15 classificatesi dal settimo all'undicesimo posto e la vincitrice del Championship della stessa stagione
  - le 5 squadre del Top 14 2014-15 dall'ottavo al dodicesimo posto e le prime due del ProD2 della stessa stagione
  - le 2 peggiori gallesi, la peggiore italiana e la peggiore scozzese del Pro12 2014-15 più la perdente dello spareggio di Champions Cup contro la prima delle non qualificate francesi e il Gloucester, vincitrice della Challenge Cup 2014-15
- 2 squadre provenienti dal torneo di qualificazione (Qualifying Competition) cui presero parte club da Italia, Romania e Russia[4].

Le 20 squadre qualificate furono ripartite in 5 gironi da 4 squadre ciascuno.
A passare ai quarti di finale furono le cinque vincitrici di girone e le tre migliori seconde classificate; alle cinque vincitrici fu assegnato il seeding da 1 a 5, alle seconde da 6 a 8.
I quarti di finale si tennero in casa con delle squadre con i seeding da 1 a 4 che ricevettero rispettivamente le qualificate con il seeding da 8 a 5.
Le semifinali si tennero tra i vincitori dei quarti di finale.
La finale si tenne al Parco Olimpico di Lione, in Francia.
Tutte le fasi a eliminazione si tennero a gara unica.

## Qualifying competition

### Girone 1
|           | Incontro                |       |
| --------- | ----------------------- | ----- |
| 17-1-2015 | Calvisano — Viadana     | 34-3  |
| 24-1-2015 | Viadana — El Salvador   | 36-7  |
| 4-4-2015  | El Salvador — Calvisano | 12-62 |

#### Classifica
| Pos | Squadra     | G | V | N | P | PF | PS | P±  | BP | PT |
| --- | ----------- | - | - | - | - | -- | -- | --- | -- | -- |
| 1   | Calvisano   | 2 | 2 | 0 | 0 | 96 | 15 | 81  | 2  | 10 |
| 2   | Viadana     | 2 | 1 | 0 | 1 | 39 | 41 | −2  | 1  | 5  |
| 3   | El Salvador | 2 | 0 | 0 | 2 | 19 | 98 | −79 | 0  | 0  |

### Girone 2
|           | Incontri girone 2        |       |
| --------- | ------------------------ | ----- |
| 17-1-2015 | Mogliano — CDU Lisbona   | 45-17 |
| 24-1-2015 | CDU Lisbona — Enisej-STM | 0-28  |
| 4-4-2015  | Enisej-STM — Mogliano    | 19-15 |

#### Classifica
| Pos | Squadra     | G | V | N | P | PF | PS | P±  | BP | PT |
| --- | ----------- | - | - | - | - | -- | -- | --- | -- | -- |
| 1   | Enisej-STM  | 2 | 2 | 0 | 0 | 47 | 15 | 32  | 0  | 8  |
| 2   | Mogliano    | 2 | 1 | 0 | 1 | 60 | 36 | 24  | 2  | 6  |
| 3   | CDU Lisbona | 2 | 0 | 0 | 2 | 17 | 73 | −56 | 0  | 0  |

### Finali
| Arbitro: | Matthew Carley |

|                             |      |                            |
| Majstorović 45’             | mt   | 32’ Mbanda                 |
| S. Basson 4’, 13’, 49’, 59’ | c.p. | 28’, 55’, 62’, 67’ Seymour |

| Arbitro: | Lloyd Linton |

|                        |      |                                    |
| Leiataua 13’ Bucur 78’ | mt   | 9’ Rudoj 37’ Simplikevič           |
| Sefton 13’, 78’        | tr   | 9’, 37’ Kušnarëv                   |
| Sefton 2’, 20’         | c.p. | 17’, 34’, 67’, 80’, 80+3’ Kušnarëv |

| Arbitro: | Dudley Phillips |

|                                                  |      |                  |
| Buscema 42’ M. Violi 61’ Susio 67’ Di Giulio 72’ | mt   | 53’ P. Pavanello |
| Buscema 61’, 67’, 72’                            | tr   | 53’ Farolini     |
| Seymour 8’, 40’ Buscema 63’                      | c.p. |                  |

| Arbitro: | Giuseppe Vivarini |

|                                   |      |                           |
| Rudoj 8’ Temnov 22’ Kacharava 31’ | mt   | 36’ Leiataua 66’ N. Genia |
| Kušnarëv 8’, 22’, 31’             | tr   | 66’ Samoa                 |
| Kušnarëv 26’, 38’, 79’, 80’       | c.p. |                           |

## Squadre partecipanti

### Classificazione per torneo
|   | Top 14      | Premiership  | Pro12         | Qualifying Competition |
| - | ----------- | ------------ | ------------- | ---------------------- |
| 1 | Montpellier | Sale Sharks  | Connacht      | Calvisano              |
| 2 | La Rochelle | Harlequins   | Edimburgo     | Enisej-STM             |
| 3 | Brive       | Gloucester   | Newport G.D.  |                        |
| 4 | Grenoble    | London Irish | Cardiff Rugby |                        |
| 5 | Castres     | Newcastle    | Zebre         |                        |
| 6 | Pau         | Worcester    |               |                        |
| 7 | Agen        |              |               |                        |

### Composizione dei gironi
| Fascia | Girone 1   | Girone 2     | Girone 3      | Girone 4    | Girone 5     |
| ------ | ---------- | ------------ | ------------- | ----------- | ------------ |
| 1      | Connacht   | Sale Sharks  | Montpellier   | La Rochelle | Edimburgo    |
| 2      | Brive      | Newport G.D. | Harlequins    | Gloucester  | London Irish |
| 3      | Newcastle  | Castres      | Cardiff Rugby | Zebre       | Grenoble     |
| 4      | Enisej-STM | Pau          | Calvisano     | Worcester   | Agen         |

## Fase a gironi

### Girone A
|            | Incontri girone 1      |       |
| ---------- | ---------------------- | ----- |
| 13-11-2015 | Brive — Newcastle      | 13-9  |
| 14-11-2015 | Enisej-STM — Connacht  | 14-31 |
| 21-11-2015 | Connacht — Brive       | 21-17 |
| 22-11-2015 | Newcastle — Enisej-STM | 55-7  |
| 11-12-2015 | Connacht — Newcastle   | 25-10 |
| 12-12-2015 | Enisej-STM — Brive     | 10-7  |
| 17-12-2015 | Brive — Enisej-STM     | 33-3  |
| 20-12-2015 | Newcastle — Connacht   | 29-5  |
| 16-1-2016  | Brive — Connacht       | 21-18 |
| 16-1-2016  | Enisej-STM — Newcastle | 24-7  |
| 23-1-2016  | Connacht — Enisej-STM  | 47-5  |
| 23-1-2016  | Newcastle — Brive      | 27-23 |

#### Classifica
| Pos | Squadra    | G | V | N | P | PF  | PS  | P±   | BP | PT |
| --- | ---------- | - | - | - | - | --- | --- | ---- | -- | -- |
| 1   | Connacht   | 6 | 4 | 0 | 2 | 147 | 96  | 51   | 3  | 19 |
| 2   | Newcastle  | 6 | 3 | 0 | 3 | 137 | 114 | 23   | 4  | 16 |
| 3   | Brive      | 6 | 3 | 0 | 3 | 114 | 88  | 26   | 4  | 16 |
| 4   | Enisej-STM | 6 | 2 | 0 | 4 | 63  | 180 | −117 | 0  | 8  |

### Girone B
|            | Incontri girone 2          |       |
| ---------- | -------------------------- | ----- |
| 9-1-2016   | Pau — Castres              | 21-30 |
| 15-11-2015 | Newport G.D. — Sale Sharks | 30-12 |
| 21-11-2015 | Sale Sharks — Pau          | 29-20 |
| 21-11-2015 | Castres — Newport G.D.     | 32-29 |
| 12-12-2015 | Newport G.D. — Pau         | 22-0  |
| 12-12-2015 | Castres — Sale Sharks      | 10-17 |
| 19-12-2015 | Sale Sharks — Castres      | 31-10 |
| 19-12-2015 | Pau — Newport G.D.         | 17-34 |
| 15-1-2016  | Newport G.D. — Castres     | 31-18 |
| 15-1-2016  | Pau — Sale Shakrs          | 3-27  |
| 21-1-2016  | Castres — Pau              | 24-7  |
| 21-1-2016  | Sale Sharks — Newport G.D. | 38-5  |

#### Classifica
| Pos | Squadra      | G | V | N | P | PF  | PS  | P±  | BP | PT |
| --- | ------------ | - | - | - | - | --- | --- | --- | -- | -- |
| 1   | Sale Sharks  | 6 | 5 | 0 | 1 | 154 | 78  | 76  | 3  | 23 |
| 2   | Newport G.D. | 6 | 4 | 0 | 2 | 151 | 117 | 34  | 4  | 20 |
| 3   | Castres      | 6 | 3 | 0 | 3 | 124 | 136 | −12 | 3  | 15 |
| 4   | Pau          | 6 | 0 | 0 | 6 | 68  | 166 | −98 | 0  | 0  |

### Girone C
|            | Incontri girone 3           |       |
| ---------- | --------------------------- | ----- |
| 12-11-2015 | Harlequins — Montpellier    | 41-18 |
| 14-11-2015 | Calvisano — Cardiff Blues   | 9-50  |
| 19-11-2015 | Cardiff Blues — Harlequins  | 20-32 |
| 20-11-2015 | Montpellier — Calvisano     | 64-0  |
| 11-12-2015 | Cardiff Blues — Montpellier | 37-27 |
| 12-12-2015 | Calvisano — Harlequins      | 10-50 |
| 17-12-2015 | Montpellier — Cardiff Blues | 23-22 |
| 19-12-2015 | Harlequins — Calvisano      | 59-7  |
| 17-1-2016  | Harlequins — Cardiff Blues  | 34-26 |
| 16-1-2016  | Calvisano — Montpellier     | 7-47  |
| 22-1-2016  | Cardiff Blues — Calvisano   | 74-6  |
| 22-1-2016  | Montpellier — Harlequins    | 42-9  |

#### Classifica
| Pos | Squadra       | G | V | N | P | PF  | PS  | P±   | BP | PT |
| --- | ------------- | - | - | - | - | --- | --- | ---- | -- | -- |
| 1   | Harlequins    | 6 | 5 | 0 | 1 | 225 | 123 | 102  | 5  | 25 |
| 2   | Montpellier   | 6 | 4 | 0 | 2 | 221 | 116 | 105  | 4  | 20 |
| 3   | Cardiff Rugby | 6 | 3 | 0 | 3 | 229 | 131 | 98   | 5  | 17 |
| 4   | Calvisano     | 6 | 0 | 0 | 6 | 39  | 344 | −305 | 0  | 0  |

### Girone D
|            | Incontri girone 4        |       |
| ---------- | ------------------------ | ----- |
| 14-11-2015 | Worcester — La Rochelle  | 19-3  |
| 14-11-2015 | Gloucester — Zebre       | 23-10 |
| 19-11-2015 | La Rochelle — Gloucester | 20-33 |
| 21-11-2015 | Zebre — Worcester        | 27-8  |
| 11-12-2015 | La Rochelle — Zebre      | 27-19 |
| 10-12-2015 | Worcester — Gloucester   | 22-34 |
| 17-12-2015 | Gloucester — Worcester   | 27-13 |
| 19-12-2015 | Zebre — La Rochelle      | 25-5  |
| 16-1-2016  | Gloucester — La Rochelle | 20-10 |
| 16-1-2016  | Worcester — Zebre        | 15-22 |
| 22-1-2016  | La Rochelle — Worcester  | 35-11 |
| 23-1-2016  | Zebre — Gloucester       | 11-14 |

#### Classifica
| Pos | Squadra     | G | V | N | P | PF  | PS  | P±  | BP | PT |
| --- | ----------- | - | - | - | - | --- | --- | --- | -- | -- |
| 1   | Gloucester  | 6 | 6 | 0 | 0 | 151 | 86  | 65  | 1  | 25 |
| 2   | Zebre       | 6 | 3 | 0 | 3 | 114 | 92  | 22  | 1  | 13 |
| 3   | La Rochelle | 6 | 2 | 0 | 4 | 100 | 127 | −27 | 2  | 10 |
| 4   | Worcester   | 6 | 1 | 0 | 5 | 88  | 148 | −60 | 1  | 5  |

### Girone E
|            | Incontri girone 5        |       |
| ---------- | ------------------------ | ----- |
| 13-11-2015 | Edimburgo — Grenoble     | 28-10 |
| 14-11-2015 | London Irish — Agen      | 48-3  |
| 20-11-2015 | Agen — Edimburgo         | 6-27  |
| 21-11-2015 | Grenoble — London Irish  | 27-20 |
| 10-12-2015 | Agen — Grenoble          | 20-40 |
| 12-12-2015 | London Irish — Edimburgo | 38-6  |
| 18-12-2015 | Edimburgo — London Irish | 18-15 |
| 18-12-2015 | Grenoble — Agen          | 48-45 |
| 15-1-2016  | Edimburgo — Agen         | 23-0  |
| 16-1-2016  | London Irish — Grenoble  | 18-28 |
| 23-1-2016  | Agen — London Irish      | 17-31 |
| 23-1-2016  | Grenoble — Edimburgo     | 34-23 |

#### Classifica
| Pos | Squadra      | G | V | N | P | PF  | PS  | P±   | BP | PT |
| --- | ------------ | - | - | - | - | --- | --- | ---- | -- | -- |
| 1   | Grenoble     | 6 | 5 | 0 | 1 | 187 | 154 | 33   | 2  | 22 |
| 2   | London Irish | 6 | 3 | 0 | 3 | 170 | 106 | 64   | 5  | 17 |
| 3   | Edimburgo    | 6 | 4 | 0 | 2 | 125 | 103 | 22   | 1  | 17 |
| 4   | Agen         | 6 | 0 | 0 | 6 | 98  | 217 | −119 | 2  | 2  |

## Ordine di qualificazione
| Ordine               | Squadra              | Pt                   | Mt                   | Diff                 |
| Vincitrici di girone | Vincitrici di girone | Vincitrici di girone | Vincitrici di girone | Vincitrici di girone |
| -------------------- | -------------------- | -------------------- | -------------------- | -------------------- |
| 1                    | Harlequins           | 25                   | 31                   | +102                 |
| 2                    | Gloucester           | 25                   | 16                   | +65                  |
| 3                    | Sale Sharks          | 23                   | 20                   | +76                  |
| 4                    | Grenoble             | 22                   | 22                   | +33                  |
| 5                    | Connacht             | 19                   | 20                   | +51                  |
| Seconde classificate |                      |                      |                      |                      |
| 6                    | Montpellier          | 20                   | 28                   | +105                 |
| 7                    | Dragons              | 20                   | 17                   | +34                  |
| 8                    | London Irish         | 17                   | 25                   | +64                  |
| —                    | Newcastle            | 16                   | 20                   | +40                  |
| —                    | Zebre                | 13                   | 11                   | +22                  |

## Fase a playoff
|  | Quarti di finale | Quarti di finale | Quarti di finale |             |    | Semifinali  | Semifinali | Semifinali |  |  | Finale | Finale     | Finale |
|  |                  |                  |                  |             |    |             |            |            |  |  |        |            |        |
|  | 1                | Harlequins       | 38               |             |    |             |            |            |  |  |        |            |        |
|  | 8                | London Irish     | 30               |             |    |             |            |            |  |  |        |            |        |
|  | 8                | London Irish     | 30               |             |    | Harlequins  | 30         |            |  |  |        |            |        |
|  |                  |                  |                  |             |    | Harlequins  | 30         |            |  |  |        |            |        |
|  |                  |                  | Grenoble         | 6           |    |             |            |            |  |  |        |            |        |
|  | 4                | Grenoble         | Grenoble         | 6           | 33 |             |            |            |  |  |        |            |        |
|  | 4                | Grenoble         |                  |             | 33 |             |            |            |  |  |        |            |        |
|  | 5                | Connacht         | 32               |             |    |             |            |            |  |  |        |            |        |
|  |                  |                  |                  |             |    |             |            |            |  |  |        | Harlequins | 19     |
|  |                  |                  |                  | Montpellier | 26 |             |            |            |  |  |        |            |        |
|  | 3                | Sale Sharks      | 19               |             |    |             |            |            |  |  |        |            |        |
|  | 6                | Montpellier      | 25               |             |    |             |            |            |  |  |        |            |        |
|  | 6                | Montpellier      | 25               |             |    | Montpellier | 22         |            |  |  |        |            |        |
|  |                  |                  |                  |             |    | Montpellier | 22         |            |  |  |        |            |        |
|  |                  |                  | Newport G.D.     | 12          |    |             |            |            |  |  |        |            |        |
|  | 2                | Gloucester       | Newport G.D.     | 12          | 21 |             |            |            |  |  |        |            |        |
|  | 2                | Gloucester       |                  |             | 21 |             |            |            |  |  |        |            |        |
|  | 7                | Newport G.D.     | 23               |             |    |             |            |            |  |  |        |            |        |

### Quarti di finale
| Arbitro: | Marius Mitrea |

|                                       |      |                                         |
| Care 20’, 52’, 74’ L. Wallace 6’, 61’ | mt   | 27’ Mulchrone 44’ McKibbin 50’ Maitland |
| B. Botica 20’, 74’                    | tr   | 27’, 44’, 50’ Geraghty                  |
| Botica 26’, 36’, 71’                  | c.p. | 13’, 24’, 33’ Geraghty                  |

| Arbitro: | Matthew Carley |

|                                        |      |                                             |
| Wisniewski 32’ L. Dupont 61’ Diaby 69’ | mt   | 11’, 28’ Adeolokun 22’ Henshaw 42’ M. Healy |
| Wisniewski 32’, 61’, 69’               | tr   | 11’, 28’, 42’ S. O’Leary                    |
| Wisniewski 20’, 37’, 40’               | c.p. | 53’ O’Leary 72’ Cooney                      |
| Wisniewski 75’                         | drop |                                             |

| Arbitro: | John Lacey |

|                        |      |                                         |
| Brady 21’ S. James 76’ | mt   | 14’ Willemse                            |
|                        | tr   | 14’ Paillaugue                          |
| Cipriani 11’, 32’, 61’ | c.p. | 17’, 45’, 55’, 64’, 67’, 71’ Paillaugue |

| Arbitro: | Pascal Gaüzère |

|                          |      |                                      |
| B. Morgan 13’ McColl 63’ | mt   | 76’ Ch. Davies                       |
| Laidlaw 63’              | tr   |                                      |
| Laidlaw 19’, 26’, 71’    | c.p. | 9’, 16’, 32’, 39’, 44’, 54’ D. Jones |

### Semifinali
| Arbitro: | John Lacey |

|                                |      |                     |
| Roberts 11’ Evans 53’ Lowe 68’ | mt   |                     |
| B. Botica 11’ Evans 53’, 68’   | tr   |                     |
| B. Botica 53’, 68’ Evans 66’   | c.p. | 15’, 26’ Wisniewski |

| Arbitro: | Wayne Barnes |

|                                              |      |                    |
| B. du Plessis 59’                            | mt   | 61’ Amos 77’ Meyer |
| Catrakilis 59’                               | tr   | 77’ A. O’Brien     |
| Catrakilis 20’, 28’, 32’, 54’ Paillaugue 35’ | c.p. |                    |

### Finale
| Arbitro: | John Lacey |

| |              | |
| Yarde 71’ | mt           | 22’, 47’ Mogg |
| B. Botica 71’ | tr           | 22’, 47’ Catrakilis |
| Evans 4’, 31’, 34’ Botica 77’ | c.p.         | 7’, 28’, 54’, 67’ Catrakilis |
| · M. Brown · Yarde · Lowe · Roberts · T. Visser · 67’ Evans · Care (c) · Marler · 56’ Gray · 49’ A. Jones · Horwill · Twomey · Robshaw · 55’ L. Wallace · Easter | Formazioni   | · Fall 17’ · Nagusa · Tuitavke 67’ · F. Steyn · M. O’Connor · Catrakilis · N. White 43’ · Nariashvili 67’ · B. du Plessis 72’ · Jannie du Plessis 58’ · Jacques du Plessis 72’ · Willemse · Ouedraogo (c) · Qera · Spies 61’ |
| · 49’ Sinckler · 55’ Clifford · 56’ Ward · 67’ B. Botica | Sostituzioni | · Mogg 17’ · Paillaugue 43’ · Kubriashvili 58’ · Galletier 61’ · Ebersohn 67’ · Watremez 67’ · Ivaldi 72’ · Timani 72’ |
| Conor O'Shea | Allenatori   | Jake White |